# Август (герцог Пфальц-Зульцбаха)
Август Пфальц-Зульцбахский (нем. August von Pfalz-Sulzbach; 2 октября 1582, Нойбург-ан-дер-Донау, Швабия — 14 августа 1632, Вайнхайм) — пфальцграф и герцог Зульцбаха.

## Биография
Август — третий сын герцога Филиппа Людвига Пфальц-Нейбургского и Анны Юлих-Клеве-Бергской, дочери герцога Вильгельма Юлих-Клеве-Бергского. В 1609 году Август поступил учиться в Тюбингенский университет. После учёбы совершил гран-тур по Италии, Англии, Франции, Швеции и побывал при многих германских правящих дворах.
После смерти отца в 1614 году разделил наследство с братом Вольфгангом Вильгельмом: старший брат получил Нейбург, Август — Зульцбах. Конфликт между братьями произошёл после того, как брат Вольфганг Вильгельм перешёл в католичество и решил провести Контрреформацию в Зульцбахе. Август был убеждённым лютеранином и оказал брату яростное сопротивление. В 1618 году герцог Август учредил в Зульцбахе школу. В 1630 году он отправился в Лейпциг, где в это время остановился со своим войском король Швеции Густав II Адольф. Вместе со шведским королём герцог Август отправился по Германии и заслужил монаршее доверие. В 1632 году Густав II Адольф отправил Августа из Нюрнберга в Саксонию убедить курфюрста Иоганна Георга I не вступать в союз с Валленштейном. После успешно проведённых переговоров герцог Август умер 14 августа 1632 года.

## Семья
17 июля 1620 года герцог Август Пфальц-Зульцбахский женился в Хузуме на Гедвиге Гольштейн-Готторпской (1603—1657), дочери герцога Иоганна Адольфа Шлезвиг-Гольштейн-Готторпского. В этом браке родились:
- Анна София (1621—1675), замужем за графом Иоахимом Эрнстом Эттинген-Эттингенским (1612−1659)
- Кристиан Август (1622—1708), пфальцграф Зульцбаха
- Адольф Фридрих (1623—1624)
- Августа София (1624—1682), замужем за князем Венцелем Эусебием Лобковицем (1609—1677)
- Иоганн Людвиг (1625—1649), генерал на шведской службе
- Филипп Флоринус (1630—1703), генерал-фельдмаршал имперской армии
- Доротея Сусанна (1631—1632)